# Europejski Kongres Matematyki
Europejski Kongres Matematyki (ang. European Congress of Mathematics (ECM)) – jedna z największych na świecie konferencji poświęconych matematyce, organizowana co cztery lata pod auspicjami Europejskiego Towarzystwa Matematycznego (EMS). Podczas kongresu EMS wręcza: Nagrodę EMS (od 1992), Nagrodę Felixa Kleina (od 2000) i Nagrodę Otto Neugebauera (od 2012), Nagrodę Paula Lévy'ego z teorii prawdopodobieństwa (od 2024) i Nagrodę EMS/ECMI Lanczosa za oprogramowanie matematyczne (od 2024).

## Historia
Pierwszy Europejski Kongres Matematyki odbył się w dniach 6–10 lipca 1992 roku w Paryżu i wzięło w nim udział ok. 1300 osób z 58 krajów. Konferencję zorganizowały Société Mathématique de France (SMF) i Société Mathématiques Appliquées et Industrielles (SMAI), a przewodniczącym komitetu organizacyjnego był Max Karoubi. Nagrody EMS ufundowało miasto Paryż, którego merem był wówczas Jacques Chirac. Komitetowi naukowemu przewodniczył Michael Atiyah, a w jego składzie był m.in. Zbigniew Ciesielski. Program obejmował 10 wykładów plenarnych i 40 równoległych (prelegentów wybrał komitet naukowy).
8. Kongres zaplanowany na 2020 w Portorožu został przesunięty na rok 2021 z powodu pandemii COVID-19. Później postanowiono także, że odbędzie się on w formule on-line.
W kongresach bierze udział ok. tysiąca uczestników (na pierwszym kongresie było ich. ok. 1300, na następne przyjeżdżało nieco mniej osób, ale zawsze ponad 700, 1400 uczestniczyło w 9. edycji). Program obejmuje zazwyczaj 10 wykładów plenarnych (niekiedy jest ich mniej, np. w 2012 w Krakowie było ich dziewięć, bo odwołano wystąpienie Michaiła Gromowa, a w Sztokholmie siedem) i do 40 wykładów równoległych. Swoje wykłady mają też laureaci przyznanych przez EMS nagród, jest też kilka wystąpień specjalnych. Oprócz tego organizowane są mini-sympozja z krótszymi referatami skierowanymi do zainteresowanych ich tematyką dużo mniejszych grup słuchaczy.

## Lista Kongresów[1]
| Rok  | Miasto    | Państwo   |
| ---- | --------- | --------- |
| 2024 | Sewilla   | Hiszpania |
| 2020 | Portorož  | Słowenia  |
| 2016 | Berlin    | Niemcy    |
| 2012 | Kraków    | Polska    |
| 2008 | Amsterdam | Holandia  |
| 2004 | Sztokholm | Szwecja   |
| 2000 | Barcelona | Hiszpania |
| 1996 | Budapeszt | Węgry     |
| 1992 | Paryż     | Francja   |

## Wykłady plenarne
Chronologiczna lista prelegentów, którzy wygłosili na kongresach wykłady plenarne.
1992
- Vladimir I. Arnold
- Laszlo Babai
- Corrado de Concini
- Simon Donaldson
- Bjorn Engquist
- Pierre-Louis Lions
- Werner Müller
- David Mumford
- Alain-Sol Sznitman
- Michele Vergne

1996
- Noga Alon
- Gerd Ben Arus
- Borys A. Dubrovin
- János Kollár
- Jaques Laskar
- Dusa McDuff
- Aleksander S. Merkurjev
- Vitali Milman
- Stefan Műller
- Jean-Pierre Serre

2000
- Robbert Dijgraaf
- Hans Föllmer
- Hendrik W. Lenstra, Jr
- Yuri I. Manin
- Yves Meyer
- Carles Simó
- Marie-France Vignéras
- Oleg Viro
- Andrew J. Wiles

2004
- Françoise Golse
- Francesco Guerra
- Johan Håstad
- Andrei Okounkov
- Oded Schramm
- Zoltán Szabó
- Claire Voisin

2008
- Luigi Ambrosio
- Christine Bernardi
- Jean Bourgain
- Jean-Françoise Le Gall
- Françoise Loeser
- László Lovász
- Matilde Marcolli
- Nicolai Reshetikhin
- Felix Otto
- Richard Taylor

2012
- Adrian Constantin
- Camillo De Lellis
- Herbert Edelsbrunner
- Christopher Hacon
- David Kazhdan
- Tomasz Łuczak
- Sylvia Serfaty
- Saharon Shelah
- Michel Talagrand

2016
- Karine Chemla
- Alexander Gaifullin
- Gil Kalai
- Antti Kupiainen
- Clément Mouhot
- Daniel Peralta-Salas
- Leonid Polterovich
- Peter Scholze
- Karen Vogtmann
- Barbara Wohlmuth

2020
- Peter Bühlmann
- Xavier Cabré
- Franc Forstnerič
- Alice Guionnet
- Gitta Kutyniok
- Monika Ludwig
- János Pach
- Alfio Quarteroni
- Karl-Theodor Sturm
- Umberto Zannier

2024
- Martin Bridson
- Annalisa Buffa
- Maxim Kontsevich
- André Neves
- Eero Saksman
- Benny Sudakov
- Fabio Toninelli
- Vlad Vicol
- Anna Wienhard
- Tamar Ziegler

## Miscellanea
- Na kongresach wykład plenarny wygłosił dotąd jeden Polak – Tomasz Łuczak w Krakowie w 2012 roku.
- Kongres w Krakowie zorganizowały Polskie Towarzystwo Matematyczne i Uniwersytet Jagielloński przy współpracy z Akademią Górniczo-Hutniczą, a przewodniczącym komitetu organizacyjnego był ówczesny prezes PTM Stefan Jackowski. Komitetem naukowym kierował z kolei Eduard Feireisl, a jednym z jego członków był Marian Mrozek. W kongresie wzięło udział ok. tysiąca uczestników. Wygłoszono dziewięć (zamiast zaplanowanych dziesięciu) wykładów plenarnych i 33 wykłady równoległe (wśród prelegentów byli m.in. Sławomir Kołodziej i Piotr Śniady z Polski). Zorganizowano również 24 mini-sympozja, łącznie z prawie stu referatami[4][8][18][9].
- 10. Europejski Kongres Matematyczny ma się odbyć w roku 2028 w Bolonii[19].